# Henri Weber
Henri Weber (Khodjent, Unión Soviética, 23 de junio de 1944 - Aviñón, 26 de abril de 2020) fue un político francés y miembro del Parlamento Europeo para el noroeste de Francia.

## Carrera
Fue miembro del Partido Socialista (PS), que forma parte del Partido de los Socialistas Europeos, y formó parte de la Comisión de Cultura y Educación del Parlamento Europeo. 
Nació en Leninabad (ahora Khujand ), Tayikistán, Unión Soviética, de padres judíos. Su padre era relojero. Henri Weber fue activista en el levantamiento de mayo de 1968 y fue miembro destacado del Trotskista Jeunesse communiste révolutionnaire (Revolucionaria Comunista Juvenil) y de la Liga Comunista Revolucionaria (LCR) antes de unirse al PS.[cita requerida] También fue un sustituto de la Comisión de Asuntos Económicos y Monetarios, un miembro de la delegación en la Comisión de Cooperación Parlamentaria UE - Rusia, y un sustituto de la delegación para las relaciones con Japón.[cita requerida]

## Muerte
Weber murió, de 75 años, después de contraer COVID-19 durante la pandemia de coronavirus 2020 en Francia.

## Carrera
- Doctorado en filosofía
- Doctorado en política
- Profesor asistente (1968–1976), profesor titular (1976–1995) en la Universidad de París VIII
- Secretario nacional del Partido Socialista, responsable de la educación nacional, luego de la formación, la cultura y los medios de comunicación (1993–2003)
- Miembro del buró de políticas del Partido Socialista, responsable de las universidades.
- Teniente de alcalde de Saint-Denis (1988–1995)
- Miembro del Consejo Municipal de Dieppe (1995–2001)
- Senador (1995-2004)
- Diputado al Parlamento Europeo (1997)
- Tesorero de la Fundación Jean-Jaurès (1988–1997)
- Ensayista